# Estación Pellegrini
Pellegrini es una estación ferroviaria del Ferrocarril Domingo Faustino Sarmiento de la red ferroviaria argentina, en el ramal que une las estaciones Once y Toay. Se encuentra en la ciudad de Pellegrini, partido de Pellegrini, Provincia de Buenos Aires, Argentina.

## Servicios
Desde agosto de 2015 no se prestan servicios de pasajeros. Sus vías están concesionadas a la empresa de cargas Ferroexpreso Pampeano.